# Rifat Żemaletdinow
Rifat Maratowicz Żemaletdinow (ros. Рифат Маратович Жемалетдинов, tatar. Рифат Марат улы Җамалетдинов; ur. 20 października 1996 w Moskwie) – rosyjski piłkarz tatarskiego pochodzenia, grający na pozycji skrzydłowego w rosyjskim klubie Lokomotiw Moskwa oraz w reprezentacji Rosji.

## Kariera klubowa

### Młodość i Lokomotiw Moskwa
Urodził się w stolicy Rosji, w której mieszkał z rodziną. W 2003 trafił do drużyny juniorskiej stołecznego Lokomotiwu. Jego pierwszym trenerem był Wiktor Artiuchow. Dziesięć lat później, w 2013, został włączony do drugiej drużyny. Z początkiem sezonu 2015/2016, został włączony do pierwszego zespołu, jednak na debiut przyszło mu czekać do 7 lutego 2016, gdzie po raz pierwszy, na zimowym zgrupowaniu drużyny w Portugalii, rozegrał mecz w pierwszym zespole, wchodząc na boisko w meczu o trzecie miejsce, w turnieju towarzyskim Atlantic Cup. Lokomotiw przegrał ten mecz 1:2, z duńskim Aarhus GF. Debiut w oficjalnym meczu miał miejsce dwa tygodnie później, w meczu rewanżowym 1/16 finału Ligi Europy z tureckim Fenerbahçe. Żemaletdinow pojawił się na boisku w 81. minucie, zastępując Ałana Kasajewa, przy stanie 0:1. Mecz ten zakończył się remisem 1:1, a Lokomotiw odpadł z dalszej rozgrywki.
30 kwietnia 2016, w meczu 26. kolejki ze Spartakiem Moskwa, zadebiutował w lidze, zastępując ponownie Ałana Kasajewa w 76. minucie meczu. Po raz pierwszy w podstawowym składzie, wybiegł 11 maja 2016, podczas meczu 28. kolejki przeciwko Kubaniowi Krasnodar.
21 maja 2016, w meczu 30. kolejki przeciwko Mordowii Sarańsk zdobył swoją debiutancką bramkę dla Kolejarzy. Mecz zakończył się wynikiem 3:0, a Żemaletdinow ustalił wynik spotkania na 3:0, w 66. minucie.

### Rubin Kazań
4 lipca 2016 podpisał kontrakt z Rubinem Kazań. Swój pierwszy mecz dla nowego klubu rozegrał 6 sierpnia 2016, w wyjazdowym, przegranym 1:0 meczu z Arsienałem Tuła, gdy pojawił się na boisku w 67. minucie za Samuela Garcíę. Pierwszą bramkę dla Rubinu zdobył 22 sierpnia 2017, w wyjazdowym meczu 2. kolejki z Zenitem Petersburg.

### Powrót do Lokomotiwu
W letnim okienku transferowym, Rubin i Lokomotiw porozumiały się w sprawie transferu Żemaletdinowa. 24 czerwca 2018, piłkarz wrócił do Lokomotiwu. 21 maja 2021 przedłużył swój kontrakt z klubem do 2024 roku.

## Kariera reprezentacyjna
Żemaletdinow był podstawowym graczem reprezentacji młodzieżowych - do lat 16., 17., 19. i 21. W 2013 zdobył złoty medal na Mistrzostwach Europy do lat 17. z reprezentacją Rosji, strzelając gola w pierwszym meczu grupowym z Ukrainą. Z tą drużyną brał także udział w Mistrzostwach Świata do lat 17. w Zjednoczonych Emiratach Arabskich. Później reprezentował reprezentację Rosji na Mistrzostwach Europy do lat 19. w Grecji, w których Rosja została wicemistrzem i uległa dopiero w finale Hiszpanii.
30 października 2019 po raz pierwszy został powołany do seniorskiej reprezentacji Rosji, na mecze eliminacyjne Mistrzostw Europy 2020 ze Szkocją i Cyprem, jednak nie zadebiutował w kadrze.
24 marca 2021, zadebiutował w reprezentacji w meczu eliminacyjnym do Mistrzostw Świata 2022 z Maltą, wychodząc na boisko w drugiej połowie i otrzymując żółtą kartkę.
11 maja 2021 został powołany do szerokiego, 30-osobowego składu Rosji na Mistrzostwa Europy 2020.

## Życie osobiste
Żemaletdinow nazywa Moskwę swoim ulubionym miastem, jego ulubionymi klubami są Lokomotiw Moskwa i Real Madryt, a oprócz piłki nożnej interesuje go hokej. Jego hobby to wędkarstwo. Uważa się za introwertyka, ale podkreśla, że zmienia się wychodząc na boisko. Za swoje mocne strony piłkarskie uważa szybkość oraz drybling. W czasie reprezentowania Rubinu Kazań zaczął się uczyć języka tatarskiego, by lepiej poznać kulturę swoich przodków.

## Sukcesy

### Klubowe
Lokomotiw Moskwa
- Wicemistrz Rosji (2×): 2018/2019, 2019/2020
- Zdobywca Pucharu Rosji (2×): 2018/2019, 2020/2021
- Zdobywca Superpucharu Rosji (1×): 2019
- Finalista Superpucharu Rosji (2×): 2018, 2020

### Reprezentacyjne
Rosja U-17
- Mistrz Europy (1×): 2013

Rosja U-19
- Wicemistrz Europy (1×): 2015